# Polytechnische Universität Bukarest

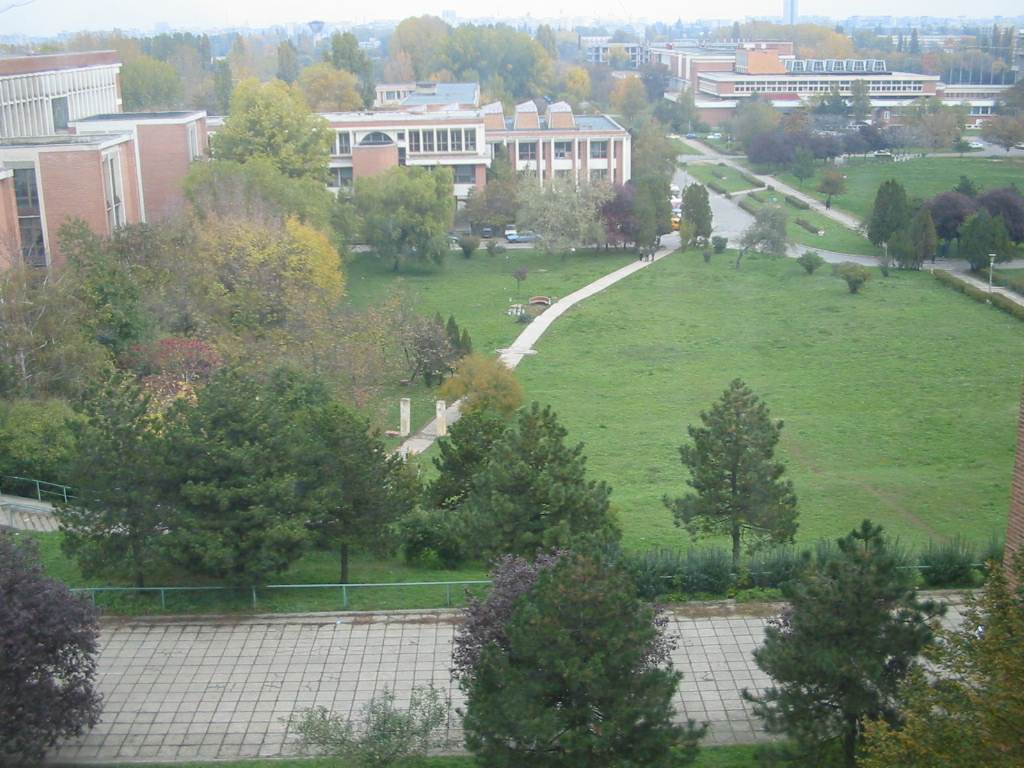
Teil des Polytechnischen Campus

Die Polytechnische Universität Bukarest (rumänisch: Universitatea Politehnica din București) geht auf eine Polytechnische Schule aus dem Jahr 1864 zurück und ist seit 1918 die bedeutendste technische Universität in ganz Rumänien. 
Es gibt 13 Fakultäten mit 15.000 Studenten und über 4.000 wissenschaftlichen Mitarbeitern. Rektor der Universität ist Ecaterina Andronescu.

## Fakultäten
- Fakultät für Elektrotechnik (Inginerie Electrică)
- Fakultät für Energietechnik (Energetică)
- Fakultät für Automatische Regelungstechnik und Informatik (Automatică și Calculatoare)
- Fakultät für Elektronik, Telekommunikations- und Informationstechnik (Electronică, Telecomunicații și Tehnologia Informației)
- Fakultät für Maschinenbau und Mechatronik (Inginerie Mecanică și Mecatronică)
- Fakultät für Ingenieurwissenschaft und Management von technischen Systemen (Ingineria și Managementul Sistemelor Tehnologice)
- Fakultät für Biotechnologische Systemtechnik (Ingineria Sistemelor Biotehnice)
- Fakultät für Verkehrstechnik (Transporturi)
- Fakultät für Raumfahrttechnik (Inginerie Aerospațială)
- Fakultät für Materialwissenschaft und -technik (Știința și Ingineria Materialelor)
- Fakultät für Angewandte Chemie- und Materialwissenschaft (Chimie Aplicată și Știința Materialelor)
- Fakultät für Ingenieurwissenschaften in Fremdsprachen (Inginerie în Limbi Străine)
- Fakultät für Angewandte Wissenschaften (Științe Aplicate)
- Fakultät für Medizintechnik (Inginerie Medicală)
- Fakultät für Unternehmertum, Wirtschaftsingenieurwesen und Management (Antreprenoriat, Ingineria și Managementul Afacerilor)